# Diversidad sexual en las Islas Pitcairn
Las personas lesbianas, gays, bisexuales y transgénero (LGBT) en el territorio británico de ultramar de las Islas Pitcairn disfrutan de la mayoría de los mismos derechos que las personas no LGBT. La actividad sexual entre personas del mismo sexo es legal, la discriminación basada en la orientación sexual está prohibida constitucionalmente y el matrimonio entre personas del mismo sexo es legal desde el 14 de mayo de 2015.

## Legalidad de la actividad sexual entre personas del mismo sexo
La actividad sexual entre personas del mismo sexo es legal en las Islas Pitcairn desde 2001.

## Reconocimiento de las parejas del mismo sexo
El matrimonio entre personas del mismo sexo se legalizó en las Islas Pitcairn el 14 de mayo de 2015; sin embargo, ninguno de los cerca de 50 isleños de Pitcairn que actualmente residen en el territorio mantienen una relación entre personas del mismo sexo. El 1 de abril de 2015, el Consejo Insular aprobó por unanimidad una ordenanza para legalizar dichos matrimonios, que fue firmada por el gobernador Jonathan Sinclair el 5 de mayo. Se publicó el 13 de mayo de 2015. La ley, conocida como Ordenanza sobre Matrimonios y Uniones Civiles entre Personas del Mismo Sexo de 2015, también prevé el reconocimiento de una unión civil registrada realizada fuera de Pitcairn. La medida para legalizar el matrimonio entre personas del mismo sexo fue ampliamente publicada en los medios internacionales. El vicegobernador Kevin Lynch dijo que el cambio había sido sugerido por las autoridades británicas. Un residente local dijo que la ley "ni siquiera fue un tema importante de discusión hasta que el mundo exterior comenzó a ponerse al día con las noticias".

## Protecciones contra la discriminación
La Orden Constitucional de las Islas Pitcairn de 2010 prohíbe la discriminación por motivos de orientación sexual, entre otras categorías, y dice:

[L]a expresión "discriminatorio" significa otorgar un trato diferente a diferentes personas por cualquier motivo, como sexo, orientación sexual, raza, color, idioma, religión, edad, discapacidad, opinión política o de otra índole, origen nacional o social, asociación con una minoría nacional, propiedad, nacimiento u otra condición.

El término "identidad de género" sólo se menciona dos veces en la legislación de Pitcairn. En primer lugar, la Ordenanza sobre el Matrimonio establece que "'matrimonio' significa la unión de dos personas independientemente de su sexo, orientación sexual o identidad de género". En segundo lugar, la Ordenanza sobre sentencias exige que los tribunales tengan en cuenta ciertos factores individuales al tratar con un delincuente, incluso si el delito se cometió sobre la base de la identidad de género de la víctima. También se menciona la orientación sexual.

## Adopción y paternidad
La legislación sobre matrimonio entre personas del mismo sexo de 2015 incluye una disposición que establece que las parejas del mismo sexo pueden ser padres de un niño. La Ordenanza sobre adopción de niños establece que las parejas casadas, las parejas no casadas y las personas solteras pueden solicitar conjuntamente la adopción de niños.
Según un informe del gobierno del Reino Unido de 2006, ha habido nueve adopciones en las Islas Pitcairn desde 1954, la última de ellas en 1979.

## Servicio militar
Las personas LGBT pueden servir legalmente en las Fuerzas Armadas británicas, ya que la defensa es responsabilidad del Reino Unido.